# Pierre levée v Poitiers
Pierre levée de Poitiers (Zdvižený kámen v Poitiers) je dolmen, plochý balvan podepřený sloupy, asi 2 km jihovýchodně od středu města Poitiers. Ve starověku tudy vedla římská silnice: Lemonum (Poitiers) - Avaricum (Bourges) - Lugdunum (Lyon). Dnes je k němu přístup přes ulici Pierre Levée (rue de la Pierre Levée) a pak ulicí Dolmen (rue du Dolmen) - druhá vlevo.
Tento příklad megalitické stavby není svého druhu jedinečný, v okolí je řada staveb tohoto typu.

## Původ a legendy
Stavba je ve středověku zmiňována pod několika polatinštěnými jmény, např. Petra-Levata (1299), Petra-Soupeaze (1302), Petra-Suspensa (1322). Listina z roku 1302 navíc uvádí i místo dolmenu: Super dubiam čili v Dunes (dnes čtvrť Poitiers). Kronikář Jean Bouchet v roce 1525 vyslovil názor, že kámen byl postaven při založení podzimních trhů v Dunes.
Jedna legenda říká, že svatá Radegonda přinesla obrovský kámen na hlavě a pilíře ve své zástěře. Jiné vysvětlení nabízí Rabelais v kapitole "Skutky urozeného Pantagruela v jeho mladém věku". Pantagruel byl vyslán na studia do Poitiers a cestou vylomil ze skály balvan jako stůl, na kterém udělal hostinu pro studenty . V Rabelaisově době byl kámen na louce za městem a byl častým cílem procházek.